# Povinnost
Povinnost označuje to, co člověk má nebo musí udělat (resp. dát, nedělat nebo strpět),
- protože se k tomu sám zavázal (smluvní povinnost),
- protože mu to přikazuje morálka nebo svědomí (mravní povinnost),
- protože mu to ukládá jeho náboženství (náboženská povinnost),
- protože to plyne z jeho stavu nebo profese (stavovská nebo profesní povinnost),
- protože mu to ukládá zákon nebo jiný platný předpis (zákonná povinnost).

Cicero k tomu dodává ještě povinnosti, které plynou každému z toho, že je člověkem. Povinnost se často chápe jen jako něco nepříjemného, což je ovšem způsobeno tím, že u příjemných činností se o povinnostech nehovoří. Teorií povinnosti se zabývá deontologie.
Od odpovědnosti se povinnost liší zejména tím, že platí bezpodmínečně, bez ohledu na účel.

## Smluvní povinnost
Dodržování daného slova se už v archaických společnostech pokládá za věc pro společnost zcela zásadní, základ každého práva. „Co se řeklo, má se také stát“ (fit quod dicitur). Povinnost ze smlouvy, ať už psané nebo nepsané, si člověk ukládá sám tím, že smlouvu uzavřel, a znamená zároveň oprávnění druhé strany dlužnou povinnost vymáhat.

## Mravní povinnost
Povinnost mravní či ze svědomí sice nelze soudně vymáhat, přesto však se jí člověk obvykle cítí vázán, ať už proto, že ji sám uznává, anebo jen proto, že cítí tlak okolní společnosti. Ve starých akefalních společnostech, které neměly žádnou ústřední autoritu (panovníka, vládu a pod.) ani donucovací prostředky, byla mravní povinnost to jediné, co vedlo k dodržování daného slova a k plnění závazků.
Zvláštní druh mravní povinnosti jsou tzv. čestné povinnosti, například povinnost zaplatit dluh ze hry nebo prohrané sázky, které měly kdysi přednost před jinými závazky. Také povinnost podílet se na obraně státu se často označuje jako čestná povinnost, je však dnes stanovena zákonem (všeobecná branná povinnost) a je tedy povinností právní.
Podle I. Kanta je dokonce jednání mravně záslužné „jen tehdy, je-li vedeno povinností, ať přichází odkudkoli“. Kant tím patrně polemizoval s britskými moralisty (David Hume, Francis Hutcheson), kteří morálku odvozovali od mravního citu, nicméně je to nebezpečné podřízení vlastního svědomí vnější autoritě, podle Hegela „prázdný formalismus“.

## Náboženská povinnost
Všechna náboženství – na rozdíl od teorií a světových názorů – ukládají povinnosti, jimiž má člověk projevovat úctu a vděčnost Bohu nebo božstvům. Mohou se týkat jednání vyloženě náboženských, jako je účast na obřadech, modlitby a oběti, ale zejména v monoteistických náboženstvích se týkají i jednání vůči druhým lidem. Příkladem může být biblické Desatero (Ex 20, 1-17), dvě přikázání Ježíšova (Mt 22,37-40) nebo v Koránu povinnost pečovat o rodiče (Súra 46,15). Katolická církev připomíná kromě toho povinnost „bratrsky napomenout“ člověka, který dělá něco špatného, povinnost předávat život nebo povinnost „pěstovat vědomí daru a úkolu“.

## Stavovská a profesní povinnost
Také stavovské a profesní povinnosti jsou původně povinnosti mravní, které se však později často stávají povinnostmi právními. Mezi stavovské povinnosti patřila povinnost dospělých postarat se o staré rodiče, povinnost pomstít křivdu na příbuzných, povinnost loajality vazala k jeho lennímu pánovi nebo povinnost šlechtice hájit svoji čest. Tato povinnost, mimořádně rozvinutá například u japonských samurajů, pak přešla i na armádní důstojníky vůbec. Za profesní povinnosti pokládáme i dnes mlčenlivost advokáta nebo duchovního, povinnosti lékaře vůči pacientům a podobně.

## Právní povinnost
Právní povinnosti jsou ty, jež ukládají zákony a jejichž plnění vymáhá společenská autorita případnými sankcemi. Také zde zpravidla platí zásada, že oprávnění jednoho odpovídá povinnost druhého. „Vymezit práva jedné strany a přitom neuložit povinnosti druhé straně odporuje základnímu principu práva.“ V moderních společnostech se občanům smějí povinnosti ukládat pouze zákonem, to znamená rozhodnutím zákonodárné a ne pouze výkonné moci, a protože povinnost znamená omezení svobody, musí se každá ukládaná povinnost poměřovat principem lidských práv.

## Občanská povinnost
V běžné řeči se občanskou povinností míní zodpovědnost vůči společnosti, např. jít k volbám; jako protiváha občanských práv. Tento pojem je však použit i v zákoně, např. Zákoníku práce, kdy vystupuje výkon občanské povinnosti (jako svědka, tlumočníka, nebo při poskytování pomoci při úrazech, živelných pohromách apod.) jako možná překážka v práci.

## Manželská povinnost
Manželská povinnost je lidové humorné označení pro manželský pohlavní styk.

## Citáty
| „              | Všichni chtějí rovná práva; rovné povinnosti raději ne. | “ |
| — Ernst Ferstl |                                                         |   |

| „            | Povinnost je přesný opak toho, co by člověk nejraději udělal. | “ |
| — Mark Twain |                                                               |   |